# Ghazan

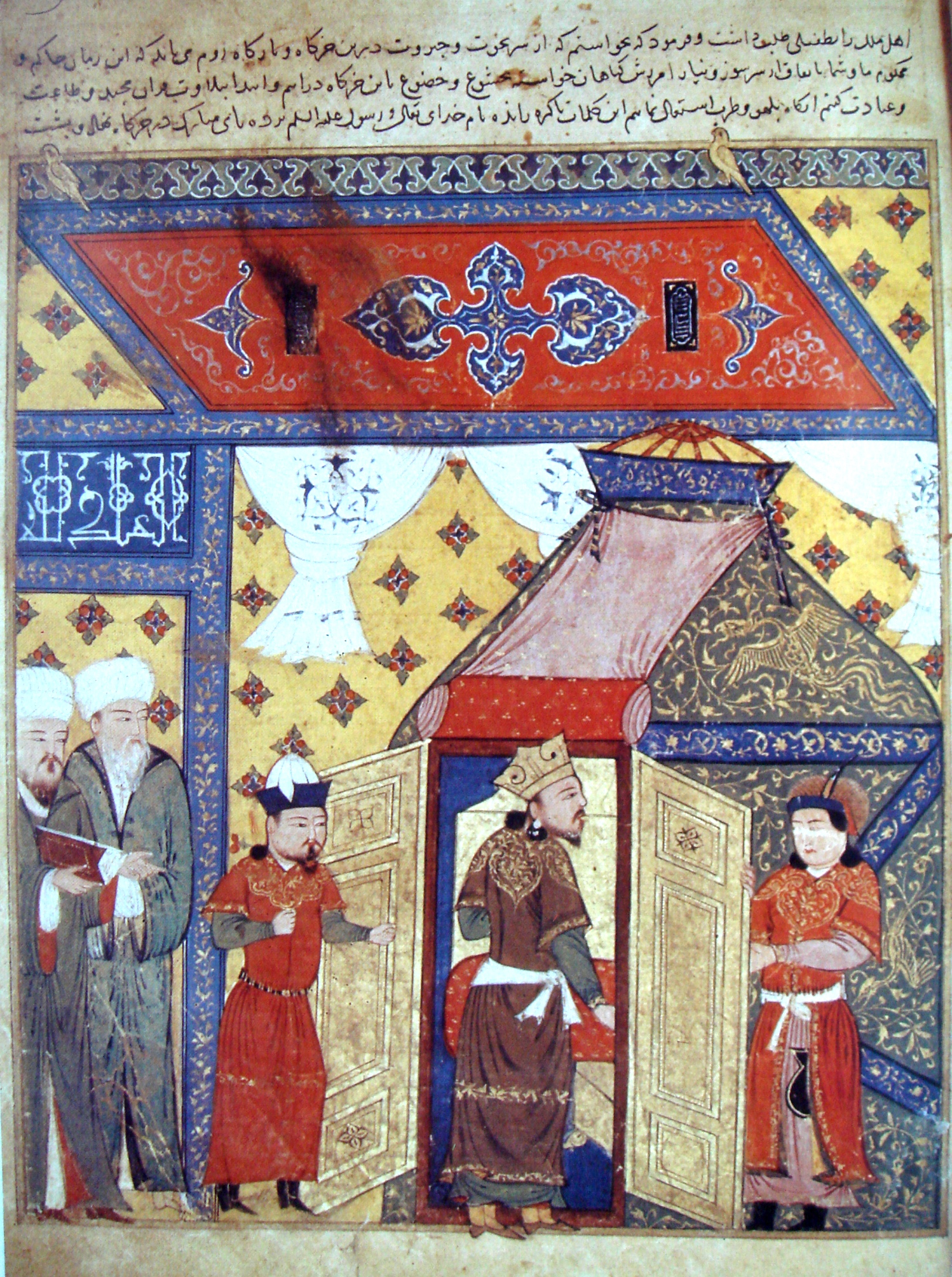
Ghazan, representado en el centro de la imagen, fue criado como budista, pero se convirtió al islam al subir al trono.

Mahmud Ghazan (también conocido como Ghazan Kan, Ch:合贊, 5 de noviembre de 1271-11 de mayo de 1304), fue el séptimo kan mongol de Persia. Gobernó de 1295 a 1304.

## Biografía
La mayor parte de su infancia la pasó en compañía de su abuelo, Abaqa, y fue criado como cristiano, así como su hermano Oljeitu. Los mongoles eran tradicionalmente tolerante con muchas religiones, y durante la juventud de Ghazan, fue educado por un monje chino, que le enseñó la lengua china y el budismo, así como las escrituras mongola y uigur. Cuando su padre ascendió al trono en 1284, Ghazan fue nombrado virrey de las provincias del noreste de Persia, donde residió por los próximos diez años, y defendió la frontera contra los seguidores de Chagatai. 

Enfrentamientos con los mamelucos en 1300-1301.

Ghazan no tuvo buenas relaciones con el sucesor de su padre, su tío Gaikhatu (1291-1295). Tampoco las tuvo con Baydu, quien destronó a su primo Gaikhatu y usurpó el trono. A razón de esto, Ghazan y Baydu emprendieron una guerra abierta, y luego de un primer encuentro, al que siguió una tregua, Ghazan pasó el verano de 1295 en las montañas al norte de la actual Teherán, donde se convirtió al islam, ejemplo que siguieron las tropas que estaban a su mando. Fue entonces cuando, al mando de un ejército musulmán, reanudó su ataque contra Baydu, quien al ser abandonado por sus seguidores, fue capturado y ejecutado.
Asumió formalmente el trono el 3 de noviembre de 1295, y durante el primer año de su gobierno tuvo que lidiar con una serie de rebeliones contra su autoridad, las cuales fueron reprimidas con suma severidad. Superado ese escollo, atacó a los mamelucos. Entre 1299 y 1300, invadió Siria, derrotó al ejército egipcio en Homs e hizo una entrada triunfal en Damasco. No obstante, al regresar a Persia, a inicios de 1300, los territorios conquistados fueron reocupados por los mamelucos. Al caer el otoño del mismo año intentó contraatacar, pero el mal clima imposibilitó la ejecución de operaciones militares, razón por la cual abandonó la campaña.
Para emprender una tercera campaña contra los mamelucos buscó la ayuda del Occidente cristiano, pero los europeos no atendieron sus llamados, así que lanzó su campaña sin su ayuda en 1303. Los mongoles avanzaron a través de Siria sin mayor resistencia hasta que fueron detenidos y decisivamente derrotados al sur de Damasco. Ghazan planeó una cuarta campaña, pero enfermó en el otoño de 1303; se recuperó por un tiempo pero luego recayó y falleció el 11 de mayo de 1304.